# Cyclopinotus eximius
Cyclopinotus eximius – gatunek widłonoga z rodziny Cyclopinidae; jedyny przedstawiciel rodzaju Cyclopinotus. Nazwa naukowa tego gatunku skorupiaków została opublikowana w 1982 roku przez ukraińskiego zoologa Władisława Monczenkę.